# Hamász
A Hamász (arabul: حماس, tudományos átírással: Ḥamās), teljes nevén Harakat al-Mukávama al-Iszlámijja (arabul: حركة المقاومة الاسلامية, tudományos átírással: Ḥarakat al-Muqāwama al-Islāmiyya, ’Iszlám Ellenállási Mozgalom’) az önálló, független és szabad palesztin állam megteremtéséért küzdő palesztin szunnita iszlamista politikai-ellenállási mozgalom, amelyet több nyugati országban terrorista szervezetnek nyilvánítottak. Központja jelenleg a Gázai övezetben található, melyet a 2006-os választások óta tart fennhatósága alatt. Fegyveres szárnya, az Izz ad-Dín al-Kasszám Brigádok, a legnagyobb a gázai palesztin fegyveres szervezetek közt.
A Hamász a Muszlim Testvériség iszlamista mozgalomból nőtt ki. 1987-ben, az első intifáda alatt alapította Ahmed Jászín és Abd el-Azíz ar-Rantíszi. A szervezet magát „iszlamo-nacionalistának” nevezi, célja egy független palesztin állam létrehozása az egész történelmi Palesztina területén. A Hamász nem tagja a Palesztinai Felszabadítási Szervezetnek és elutasítja PFSZ és a Palesztin Nemzeti Hatóság politikáját. A Hamász nem üldözi a palesztin keresztényeket, és iszlamista ideológiája ellenére rendelkezik keresztény tagokkal, akik nyilván a nemzeti ügy okán léptek be a szervezetbe. Az általa irányított területeken megtűr más palesztin fegyveres szervezeteket, még olyanokat is, melyek ellentétes nézeteket vallanak (például a Népi Front Palesztina Felszabadításáért és a Demokratikus Front Palesztina Felszabadításáért szekuláris baloldali szervezetek).
A Hamász fegyveres szárnya az Izz ad-Dín al-Kasszám brigádok. E fegyveres erő méretére vonatkozóan csak becslések vannak, melyek a fegyveres szárny tagjainak számát 15000~40000 főre teszik. A Hamász sokszor hajt végre Izrael elleni támadásokat, általában az izraeli fegyveres erők vagy a zsidó telepesek által elkövetett palesztinok elleni támadásokra, merényletekre, mészárlásokra és háborús bűnökre adott válaszként.
Miután a Hamász nagy meglepetésre megnyerte a nemzetközi ellenőrök által is tisztának tartott 2006-os palesztin törvényhatósági választásokat a Fatah nem volt hajlandó együttműködni vele, ami palesztin belharcokhoz vezetett. Izrael a 2006-os választások óta tartja katonai zárlat alatt a Gázai övezet szárazföldi és tengeri határát, valamint légterét.
2008 és 2022 közt a Gázai övezetben öt háború és több, mint harminc izraeli katonai hadművelet zajlott. Ezek a harcok jelentős károkat okoztak, ami miatt Gáza kiterjedt felújításra és helyreállításra szorult, de ez az izraeli zárlat miatt nem történhetett meg.
A 2023-as Izrael–Hamász-háború elkerülhetetlenül fontossá tette a palesztin egység megteremtését. A palesztin politikai szervezetek kínai és orosz diplomáciai közvetítéssel egyeztetésekbe kezdtek a palesztin egység megteremtésére. Ezek a tárgyalások vezettek a Pekingi Nyilatkozat megszületéséhez, amelyben tizennégy palesztin szervezet, köztük a Fatah és a Hamász tett hitet az egység megteremtése, az egységes politikai fellépés mellett.
A Hamászt, vagy annak fegyveres szárnyát terrorista szervezetnek minősítette Izrael, az Amerikai Egyesült Államok, Ausztrália, az Egyesült Királyság, az Európai Unió mint nemzetközi szervezet, Kanada, Japán, Paraguay, Új-Zéland és Argentína. Az ENSZ és a Föld államainak döntő többsége azonban nem tekinti terroristáknak őket, ezen országok közé sorolható például Norvégia, Irán, Kína, Oroszország, Törökország, India, Brazília, Venezuela és az arab és iszlám államok.
A szervezet volt és jelenlegi vezetői: Iszmáíl Hanije, Háled Mesaal, Mohammed Deif, Jahja esz-Szinvár.
Miután Szinvár 2024. október 16-án izraeli katonákkal vívott tűzharcban meghalt, a Hamász vezetését az ötfős ideiglenes bizottság vette át, arra alkalmas időpontra halasztva a politikai bizottság új titkárának, azaz a Hamász politikai vezetőjének megválasztását.

## Etimológia
A Hamász egy arab kifejezés mozaikszava ( حركة المقاومة الاسلامية Harakat al-Muqāwama al-Islamiyya, vagyis Iszlám Ellenállási Mozgalom). Az arab szó – Hamász – másik jelentése ,,odaadás és buzgalom Allah útján".

## A Hamász története

A Hamász zászlaja

A Gázai övezetben kezdődött az első intifáda, miután 1987. december 7-én egy izraeli katonai tehergépkocsi összeütközött egy palesztin személygépkocsival, megölve négy palesztint. A tüntetések és megmozdulások hamarosan átterjedtek Jeruzsálemre és Ciszjordániára is. A hat évig tartó harcokban 1087 palesztint, köztük 240 gyermeket, 100 izraeli civilt és 60 izraeli katonát öltek meg a megszállt palesztin területeken. Az intifáda kitörése nyomán alakította Ahmed Jászín 1987 végén a Hamász-t. A szervezet kinyilvánított célja Palesztina teljes területének felszabadítása volt az izraeli megszállás alól.
Az intifáda jelentős társadalmi és gazdasági terheket rótt Izraelre, így az izraeli kormány végül tárgyalóasztalhoz kényszerült, hogy az izraeli-palesztin viszonyt rendezze. A tárgyalások eredményeként 1993-ban született osloi megállapodások elhozták az intifáda végét. A megindult békefolyamat azonban az ezredfordulóra kudarcba fulladt, mivel nem szélesedett a palesztin önrendelkezés, nem jött létre a az önálló és életképes palesztin állam, sőt, tovább folyt a törvénytelen zsidó telepek építése a megszállt palesztin területeken.
2000 szeptemberében kezdődött a második intifáda. A 2005-ig tartó összecsapásokban, illetve a palesztin gerillák által elkövetett öngyilkos merényletekben közelítőleg 3000 palesztin, 1000 izraeli és néhány külföldi állampolgár is életét vesztette. A Gázai övezetben élt a Hamász vezetője Ahmed Jászín. Az intifáda alatt az izraeli hadsereg és titkosszolgálatok többször is megpróbálták megölni, végül 2004. március 22-én az IDF helikoptere AGM–114 Hellfire rakétákat lőtt ki rá, mikor reggeli imáról távozott egy mecsetből. A támadás megölte Jászint és testőreit, de végzett kilenc járókelővel is.
Abd el-Azíz ar-Rantíszi lett a Hamász új vezetője. Egy Jászinról való megemlékezésen kijelentette, hogy: "Az izraeliek nem lesznek biztonságban... Harcolni fogunk ellenük Palesztina, egész Palesztina felszabadításáig." Rantíszit végül április 17-én ölte meg egy célzott izraeli rakétacsapás.
Jászín és ar-Rantíszi meggyilkolásának hatására története során először a Hamász lett a legnépszerűbb palesztin ellenállási mozgalom Ciszjordánia és a Gázai övezet lakói közt egyaránt.
Az intifáda Izraelnek súlyos társadalmi és gazdasági gondokat okozott, így az izraeli kormány, élén Aríél Sárón miniszterelnökkel a Gázai övezet feladása mellett döntött, mert a 21 zsidó telep és azok néhány ezer lakója biztonságának fenntartása aránytalanul magas költséggel járt, a Gázai övezet hivatalos annektálása pedig a több, mint kétmillió palesztin izraeli állampolgárrá válását, ezzel az izraeli nemzetiségi arányok felborulását jelentette volna. A Knesszet 2005. február 16-án hagyta jóvá a tervet. Bár a zsidó telepeket felszámolták, az izraeli hadsereg pedig elhagyta a Gázai övezet területét, annak határait, felségvizeit és légterét máig is teljes ellenőrzése alatt tartja, és Izrael fenntartotta magának a jogot, hogy hadereje bármikor behatolhasson az övezet területére. A határzár gázai övezeti oldalán az izraeliek széles biztonsági sávot jelöltek ki, ahová a palesztinok nem léphetnek be, ezzel megfosztva az övezet lakóit földjeik használatának jogától.
Miután a Hamász nagy meglepetésre megnyerte a nemzetközi ellenőrök által is tisztának tartott 2006-os palesztin törvényhatósági választásokat a Fatah nem volt hajlandó együttműködni vele, ami palesztin belharcokhoz vezetett. Izrael a 2006-os választások óta tartja katonai zárlat alatt a Gázai övezet szárazföldi és tengeri határát, valamint légterét. A zárlat fenntartását Egyiptom is segíti, a Gázai övezet-Egyiptom határ lezárásával, amire az Izraellel kötött megállapodásai kötelezik. A Hamász 2007 óta irányítja egyedül a Gázai övezetet.
Az izraeli zárlat miatt a Gázai övezet gazdasága lepusztult, a lakosság ellátása akadozott, mert az övezetbe 2007 júniusától csak korlátozottan érkezett nyersanyag, üzemanyag és élelmiszer, amire válaszul 2008. január 23-án a Hamász harcosai Rafah közelében felrobbantották a határon 2003-ban épített megerősített határkerítést. Az így megnyílt határon palesztinok százezrei jutottak át Egyiptomba, ahol élelmiszert, üzemanyagot és iparcikkeket vásároltak. A határt néhány nap után ismét lezárták.
2008. december 27-én Izrael háborút indított a Gázai övezet ellen. Az Öntött ólom hadművelet névre keresztelt támadás során hosszas tüzérségi előkészítés és bombázások után 2009. január 3-án szárazföldi csapatok hatoltak be a Gázai övezetbe. Két hét után az izraeli kormány egyoldalú tűzszünetet jelentett be, ezzel a háború 2009. január 18-án véget ért. Az izraeli hadsereg január 21-re kivonult a Gázai övezetből.
A harcokban 1391 gázai palesztint és 6 izraeli katonát öltek meg. A harcok során 46000 otthon pusztult el, több mint 100000 palesztin vált hajléktalanná. A történtek kivizsgálására az ENSZ Emberi Jogi Tanácsa A/HRC/RES/S-9/1 számú határozatával tényfeltáró bizottságot hozott létre. Izrael Izrael ellenes elfogultsággal vádolta az Emberi Jogi Tanácsot, és nem volt hajlandó együttműködni a bizottsággal. A bizottság munkája nyomán született az annak vezetőjéről általában Goldstone jelentésnek nevezett beszámoló. A jelentéstevők úgy találták, hogy mind az izraeli hadsereg, mind a Hamász követett el jogsértéseket a harcok során, amik kivizsgálásra érdemesek. A bizottság úgy találta, hogy az izraeli támadás szándékosan aránytalan volt, arra tervezve, hogy megbüntessen, megszégyenítsen és megfélemlítsen egy polgári népességet, helyi gazdasági kapacitását radikálisan csökkentse mind a munkavégzés, mind a létfenntartás terén, valamint, hogy rá a függőség és kiszolgáltatottság érzetét kényszerítse.
A háború után Izrael továbbra is fenntartotta a Gázai övezet zárlatát, így a lakosság helyzete nem javult. Az újjáépítést nemzetközi szervezetek és néhány ország támogatta jelentősebb anyagi forrásokkal.
Folyamatosak maradtak azonban a Gázai övezet és Izrael közti határvillongások, kisebb összetűzések, és a feszültség egyre nőtt, mert Izrael fenntartotta a határzárat, és az osloi egyezményben megszabott 20 tengeri mérföldes halászati határt önkényesen 3 tengeri mérföldre korlátozta, ezzel szinte ellehetetlenítve a gázai gazdaságban fontos tengeri halászati ágazatot. Az izraeli hadsereg rendszeresen zaklatta és akadályozta a halászok munkáját, több esetben hajóikat is elpusztította.
Az egyre szaporodó palesztin rakétatámadásokra hivatkozva Izrael 2012. november 14-én indította el a Felhőoszlop hadművelet névre keresztelt támadást a Gázai övezet ellen. A november 21-ig tartó harcokban Izrael egy rakétatámadással megölte Ahmed Dzsabarit, a Hamász egyik magas rangú katonai vezetőjét. Az izraeli légitámadások és tüzérségi tűz számos épületet és építmény pusztítottak el. A harcokban közelítőleg 170 palesztint és 6 izraelit öltek meg. A harcokat tűzszünet zárta le, amely szerint Izrael felhagy a Gázai övezet elleni támadásokkal, ide értve a szárazföldi, légi és tengeri támadásokat, behatolásokat és egyes személyek elleni célzott támadásokat is. A határzárat megszünteti, lehetővé teszi a személyek szabad mozgását és a javak szabad áramlását. Cserébe a Gázai övezetben működő valamennyi palesztin szervezet felhagy az Izrael ellen a Gázai övezet területéről indított támadásokkal.
2012. november 21-én Hillary Clinton, az USA akkori külügyminisztere és Mohamed Kamel Amr egyiptomi külügyminiszter közös kairói sajtótájékoztatón jelentette be az egyiptomi közvetítéssel létrejött tűzszünetet, a fentebb említett tartalommal. Azonban aláírt egyezmény nem született. A tűzszünet bejelentése után néhány héttel az izraeli hatóságok bejelentették, hogy a halászati határt az eddig előírt 3 tengeri mérföld helyett 6 tengeri mérföldre emelik, 2013. február 25-én pedig bejelentették, hogy a határzár gázai övezeti oldalán Izrael kijelölte biztonsági sáv szélességét 300 méterről 100 méterre mérséklik. Azonban a gyakorlatban az izraeli hadsereg nem tartotta magát ezekhez az általa bejelentett változtatásokhoz. Izrael és Egyiptom fenntartotta a zárlatot is, így nem valósult meg a személyek szabad mozgása és a javak szabad áramlása sem.
2013 folyamán a Hamász betartotta a tűzszünetben vállaltakat és viszonylag sikeresen betartatta azt a többi palesztin ellenállási szervezettel is; az izraeli területekre kilőtt rakéták száma néhány tucatra csökkent. Izrael viszont nem tartotta be az alku rá eső részét; fenntartotta a Gázai övezet zárlatát, katonái éles lőszerrel tüzeltek a Gázai övezet körül kiépített határzár közelébe merészkedőkre, ezzel legkevesebb hat palesztin életét kioltva, és a haditengerészet akadályozta a palesztin halászok munkáját, a 3 tengeri mérföldes sávba kényszerítve őket.
2013-2014 során az Amerikai Egyesült Államok megkísérelt új életet lehelni a 2000 óta halott izraeli-palesztin béketárgyalásokba. John Kerry külügyminiszter ugyan sikerrel ültette tárgyalóasztalhoz az izraeli és palesztin felet, de a tárgyalássorozat végül kudarcba fulladt. Az izraeli-palesztin béketárgyalásokkal párhuzamosan a palesztin Fatah és Hamász is megkísérelte rendezni évtizedes feszült viszonyát, és lépéseket tett a palesztin egység megteremtésére. 2014. április 23-án a Fatah és a Hamász megegyezett egy palesztin egységkormány létrehozásáról és új törvényhozási választások tartásáról. Az egyezség tényét Izrael kormánya a béketárgyalások megszüntetésének ürügyéül használta fel.
A történtek kritikusai abbéli meggyőződésüknek adtak hangot, hogy Izrael valójában nem akar békét kötni, célja a végtelenségig húzott, mindig kudarcba fulladó tárgyalásokkal az időhúzás, hogy közben minden rendelkezésére álló eszközzel (zsidó telepek építése a megszállt területeken, palesztin magántulajdon kisajátítása, a palesztin lakosság elüldözése a megszállt területekről stb.) ellehetetlenítse egy jövőbeni életképes és önálló Palesztin állam megszületését, és végül bekebelezhesse a megszállt palesztin területeket.
A helyzet ettől kezdve gyorsan romlott. Megszaporodtak a Gázai övezetből érkező rakéták és az izraeli légitámadások. Június 4-én az izraeli kormány 1500 új telepes lakóegység építéséről döntött a megszállt ciszjordániai területeken. Uri Ari’el építésért felelős miniszter szerint ez volt a „méltó cionista válasz a palesztin terrorkormányra." Az események 2014. július 8-án fordultak át nyílt háborúba, mikor az izraeli hadsereg megindította a Gázai övezet ellen „Erős szikla” hadműveletnek keresztelt támadását. A közelítőleg héthetes háború során
hosszas bombázások és tüzérségi tűz után július 17-én izraeli szárazföldi alakulatok hatoltak be a Gázai övezetbe. Véres harcok után, amelyek során az izraeli hadsereg több palesztin menekülteknek helyet adó ENSZ-intézményt is tűz alá vett, megölve többtucatnyi embert, köztük gyermekeket és az ENSZ alkalmazottait is, ezzel jelentős nemzetközi felháborodást okozva, az izraeli csapatok többsége augusztus 3-án elhagyta az övezet területét. A harcoknak végül egyiptomi közvetítéssel megkötött tűzszünet vetett véget augusztus 26-án.
A harcokban közelítőleg 2200 gázai palesztin, 67 izraeli katona, 5 izraeli polgári személy és egy thai vendégmunkás vesztette életét. A Gázai övezetben 18000 otthon pusztult el egészben vagy részben, megsérült az övezet egyetlen villamos erőműve és az átviteli hálózat, valamint a vízközművek.
Az ENSZ szervezetei és különböző emberi jogi szervezetek egyaránt felhívták a figyelmet a harcoló felek nemzetközijog-sértéseire, és elítélték Izraelt az aránytalan és túlzó katonai erő alkalmazása, valamint a lakóházak és otthonok bombázása miatt.
 Az izraeli hatóságok akadályozták az emberijog-sértések és nemzetközijog-sértések kivizsgálását, megtagadva az emberi jogi szervezetektől a Gázai övezetbe történő belépést.
A háborút lezáró határozatlan időtartamú tűzszünetet Izrael és a Hamász mellett a Palesztin Nemzeti Hatóság és az Iszlamista Dzsihád Mozgalom Palesztinában is aláírta. A létrejött megegyezés értelmében Izrael megnyitja a Gázai övezet határátkelőit, hogy megkönnyítse a javak –ide értve a humanitárius segélyt és az újjáépítéshez szükséges eszközöket is– bejutását a Gázai övezetbe. A halászati határt az eddig előírt 3 tengeri mérföld helyett 6 tengeri mérföldre emelik, a határzár gázai övezeti oldalán Izrael kijelölte biztonsági sáv szélességét 300 méterről 100 méterre mérséklik. Az egyezmény értelmében a Gázai övezet határát a Hamász helyett a Palesztin Nemzeti Hatóság fogja ellenőrzi. Külön megkötendő kétoldalú megállapodás alapján Egyiptom megnyitja a rafahi határátkelőt. A felek továbbá megállapodtak, hogy a további vitás kérdéseket egy hónapon belül megindítandó tárgyalások során rendezik. Ezek palesztin részről az Izrael által bebörtönzött, korábbi megegyezés alapján szabadon bocsátandó foglyok kiengedése, illetve a háborút közvetlen megelőző tömeges letartóztatások során bebörtönzöttek szabadon bocsátása, a Jasszer Arafat nemzetközi repülőtér újranyitása (a repülőteret az izraeli hadsereg pusztította el 2001 decembere és 2002 januárja során), gázai tengeri kikötő építése. Izrael a Gázai övezetben meghalt katonák földi maradványainak és személyes tárgyainak visszaadását kérte. A palesztin fél azon elvárása, hogy a békeszerződést nemzetközileg garantálják, feltételeinek betartását nemzetközileg ellenőrizzék nem valósult meg.
A 2023-as Izrael–Hamász-háború 2023. október 7-én, a szimchat Tórá zsidó ünnep reggelén kezdődött. Ezen a napon a Gázai övezetben működő palesztin fegyveres ellenállási szervezetek a Hamász vezetésével váratlan, nagyszabású rajtaütést indítottak izraeli célpontok ellen. Ennek keretében a palesztinok körülbelül 3000 kezdetleges, házi készítésű rakétát lőttek ki Izraelre, palesztin harcosok áttörték az Izrael által a Gázai övezet köré épített műszaki zárat (hét méter magas kerítés, kamerák, érzékelők, önműködő gépfegyverek és őrtornyok kiterjedt rendszerét), laktanyákat, támaszpontokat támadtak meg, zsidó telepekre és településekre hatoltak be és számos foglyot ejtettek, akiket a Gázai övezetbe vittek. A palesztinok támadásukat al-Aksza áradás műveletnek (arabul: عملية طوفان الأقصى) nevezték.
A palesztin támadás váratlanul és felkészületlenül érte az izraeli hatóságokat és rendvédelmi szerveket. Joáv Gallant védelmi miniszter széleskörű tartalékos mozgósítást rendelt el, és rendkívüli helyzetet hirdetett a Gázai övezet határtól számított 80 kilométer sugarú körzetben. A támadás kezdete után egy órával a hadsereg szóvivője felszólította a déli és középső területek lakóit, hogy tartózkodjanak védett helyek közelében, a Gázai övezet környékén pedig védett helyen. A támadás kezdete után két órával az IDF bombázni kezdte a a Gázai övezetet.
Joáv Galant izraeli védelmi miniszter október kilencedikén elrendelte a Gázai övezet teljes zárlatát. Kijelentette, hogy: „Nem lesz villanyáram, sem élelem, sem víz, sem üzemanyag, mindent elzárunk. Emberállatok ellen harcolunk, és ennek megfelelően cselekszünk.”
A 2023. szeptemberében kezdődött háború jelenleg (2024 októbere) is tart. Az izraeli-palesztin konfliktus hosszú történetében ez a háború a legvéresebb a palesztinok számára; 2024. szeptember 29-ig a harcok a Gázai övezetben 41615, Ciszjordániában 719 életet követeltek, köztük legalább 11515 gyermekét és 14224 nőét. Az izraeli hatóságok közlése szerint a harcokban 2024 októberéig közelítőleg 830 izraeli és külföldi polgári személy és 728 izraeli katona vesztette életét.
2024. július 31-én Teheránban megölték Iszmáíl Hanijet, a Hamász Politikai Irodájának vezetőjét, egyben a Hamász és Izrael közt zajló fogolycsere- és tűzszüneti tárgyalások palesztin vezetőjét. Hanijeh Irán hivatalos vendégeként érkezett Teheránba, hogy részt vegyen Irán új elnöke, Maszúd Peszeskján beiktatásán.
2024. október 16-án a Gázai övezet déli részén, Rafahban, az izraeli haderőkkel vívott tűzharcban meghalt Jahja esz-Szinvár, aki Hanije halála után lett a Hamász Politikai Irodájának vezetője. Október 18-án Khalil al-Hajja, a Hamász gázai vezetője megerősítette Szinvár halálát. Kijelentette azonban azt is, hogy a Gázai övezetben őrzött izraeli foglyok mindaddig nem lesznek szabadok, míg Izrael fel nem hagy a Gázai övezet elleni támadásaival és ki nem vonja onnan haderejét.

## Szociális szerepe
A Hamász népszerű a gázai övezet palesztin lakossága körében, mindemellett követőkre talált Ciszjordániában, és csekélyebb mértékben más közel-keleti országokban is. Népszerűségét annak köszönheti, hogy szociális szolgáltatásokkal látja el a megszállt területek lakosságát, ilyen szolgáltatásokat általában nem biztosítanak a palesztin hatóságok. Az izraeli tudós, Reuven Paz úgy becsüli, hogy a Hamász tevékenységének 90%-át a szociális gondoskodás, a kulturális és oktatási feladatok teszik ki. A segélyezési programok szociális szolgáltatásokat nyújtanak, valamint az iskolák, árvaházak, mecsetek, gyógyintézmények, szegénykonyhák és sportszervezetek működtetését is.
A Hamász különösen az egészségügyi szolgáltatásokat erősítette meg, melynek keretén belül az érintettek ingyenes vagy olcsó orvosi ellátást, kezelést kaphatnak. A Hamász nagyban hozzájárult az egészségügyi szektorhoz, és elősegítette a kórházi és házi orvosi szolgáltatások működtetését a palesztin területeken. Másfelől a Hamász által üzemeltetett kórházakat időnként kritizálják amiatt, mert ezeket használják fel az Izrael elleni erőszak szócsövéül. A Hamásszal kapcsolatban meg kell említeni jótékonysági tevékenységét, mivel anyagilag támogatja azoknak a családját akiket megöltek vagy bebörtönöztek miközben katonai akciókat hajtottak végre vagy ezeket támogatták.
A családok jellemzően egyszeri adományt kapnak 500 USD-től 5000 USD-ig terjedően, illetve azoknak, akiknek az izraeli védelmi erők lerombolták lakóhelyét, átmeneti, bérelt szállást biztosítanak. Azok a családok, akik nincsenek kapcsolatban a Hamásszal, általában kevesebb kárpótlást kapnak. A Hamász támogatja az oktatást, valamint iszlám jótékonysági intézményeket, könyvtárakat, mecseteket, és a nők számára oktatási központokat épített. Építettek még bölcsődéket, óvodákat, és vallási iskolákat, ahol ingyenes étkezést biztosítanak a gyerekek számára. Amikor a gyerekek már iskolába és mecsetekbe járnak, a szülőktől megkívánják, hogy hűségesküt írjanak alá. A menekültek, valamint azok, akik hajlék nélkül maradtak, igényelhetnek anyagi és technikai segítséget a Hamásztól.
A Hamász ezeken a területeken az ENSZ Munkaügyi Segélyszervezete, /UNRWA/ munkáját egészíti ki. A palesztinok nagyra tartják a Hamász hatékonyságát, valamint a korrupció – a Fatahhoz viszonyított – alacsonyabb mértékét. Gázában a 2008-2009–es izraeli hadműveletek óta a Hamász népszerűsége a közvélemény-kutatások szerint folyamatosan növekszik, 52%-os támogatottsággal rendelkezik, szemben a Fatah 13%-ával.
Annak ellenére, hogy a gázai területre becsempészett építőanyagokból a Hamász többek között luxus üdülőket, és más turistalétesítményeket épített – azonban játszótereket, focipályát, kerteket, éttermeket és egy állatkertet létrehozott, melyekkel munkalehetőséget és olcsó szórakozási lehetőséget teremtett a lakosságnak. Viszont voltak, akik reklamáltak a belépőárak miatt, mondván, hogy a kormány tulajdonhasználatért nem jogos pénzt kérni.

## Hamász-karta
A Hamász-kartát (vagy Megállapodást) 1988-ban adták ki. A Karta a Hamászt a Muszlim Testvériség tagszervezeteként határozza meg, kijelentve, hogy tagjai olyan muszlimok, akik „istenfélők és felemelik a Dzsihád zászlaját a zsarnokkal szemben”. Az okiratban az áll, hogy: „a mi harcunk a zsidók ellen nagyszerű és komoly”, emellett felhívást intéz egy iszlám állam létrehozására Palesztinában Izrael és a palesztin területek helyén, amely természetesen Izrael megsemmisítésével vagy feloszlatásával járna együtt. A dokumentum azt is megjegyzi, hogy az "imperialista országok" és a "titkos társaságok" alattomos manipulálásán keresztül a cionisták állnak számos történelmi esemény és tragédia mögött, egészen a Nagy francia forradalomig visszamenően. A karta vitás kijelentései között találjuk az alábbit is: "Nem fog elérkezni az az idő, amikor a muszlimok harcolni fognak a zsidókkal (és elpusztítani őket), ameddig zsidók rejtőznek a kövek és fák mögött, melyek azt üvöltik: Ó, muszlim, egy zsidó rejtőzködik mögöttem, gyere és öld meg őt!” A dokumentum idéz iszlám vallási szövegekből is, melyek igazolást, mentséget adnak a harchoz, és az izraeli zsidók megöléséhez , és amelyek az arab-izraeli konfliktust úgy mutatják be, mint egy végeláthatatlan harcot zsidók és a muszlimok, a judaizmus és az iszlám között. Szerintük „az igazság és a hazugság” küzdelmében csak egy módon győzhet az igazság – ez pedig az iszlám és a dzsihád útja egészen a győzelemig vagy a mártírhalálig. A Karta hozzáteszi: „ha lemondunk Palesztina bármely részéről, az olyan, mintha az iszlám vallás egy részéről mondanánk le.” Az okirat megállapítja, hogy a Hamász humánus, toleráns más vallásokkal szemben, ameddig nem akadályozzák meg a Hamász törekvéseit.

## A Hamász vezetése és szerkezeti felépítése
A Hamász három, egymással összefüggő szárnyból áll: az első a társadalmi jólét- a második pedig a politikai szárny, amelyek felelősek a szociális-, közigazgatási-, politikai- és propaganda tevékenységért. A harmadik a katonai szárny, amelynek feladata a rejtett-titkos tevékenységek, mint például a kollaborációval gyanúsított elemekkel való elbánás, a potenciális célpontok összegyűjtése, a fegyverek beszerzése és a katonai támadások kivitelezése.

### A Konzultatív Tanácsok
A Majlis al-Súra (konzultatív tanács) a csoport átfogó politikai és döntéshozó szerve. Képviselői megtalálhatóak Gázában, Ciszjordániában és az izraeli börtönökben ugyanúgy, mint a száműzött külső vezetésben, a Politikai Irodában. E Súra Tanács felügyelete alatt állnak azon bizottságok, amelyek felelősek a Hamász tevékenységéért, a médiakapcsolatoktól egészen a katonai műveletekig. Ciszjordániában és a Gázai övezetben, a helyi Súra bizottságok beszámolni tartoznak a Súra Tanácsnak, illetve végrehajtják döntéseit.
A Hamász legmagasabb szintű döntéshozó szerve a Politikai Iroda, amely 15 főből áll. A szíriai polgárháború előtt száműzetésben működött Damaszkuszban. Az iroda tagjait azon területi képviselőkből választják, amelyeket a konzultatív tanács tagjai kijelölnek az egyes földrajzi régiókban. A tanácsok ezután jelölnek képviselőket a Legfőbb/Általános Konzultatív Tanácsba, amelynek tagjai jogosultak a Politikai Iroda tagjainak megválasztására.

### A katonai szárny
Az Izz ad-Dín al-Kasszám Brigádok, a Hamász katonai szárnya 1992-ben alakult, egy befolyásos palesztin nacionalista, Sejk Izz ad-Dín al-Kasszám emlékére. Megalakulása óta, a Hamász katonai hatékonysága jelentősen növekedett. Habár a tagok létszáma csak a brigádok vezetői előtt ismert, Izrael becslése szerint több száz tagja van, akik katonai „stílusú” képzést kapnak, beleértve az iráni és szíriai kiképzéseket (a szíriai polgárháború kitörése előtt).
Bár az Izz ad-Dín al-Kasszám Brigádok szerves részét képezik a Hamásznak, tőle mégis függetlenül működnek, időnként éppen a Hamasz által kitűzött célokkal ellentétesen. A legtöbb elemző egyetért abban, hogy bár vannak véleménykülönbségek a Hamász katonai és politikai szárnya között, a Hamász belső fegyelme elég erős ahhoz, hogy elsimítsa azokat. Ilana Kass és Bard O'Neill politológusok szerint a Hamász viszonya a Brigádokhoz olyan, mint a Sinn Féin politikai párt viszonya az Ír Köztársasági Hadsereghez. A kapcsolat további magyarázatához egy magas rangú Hamász tisztviselőt idéznek: "Az Izz ad-Dín al-Kasszám brigád egy külön fegyveres katonai szárny, amelynek saját vezetői vannak, akik nem veszik a parancsokat a Hamásztól, és nem mondják meg a terveiket előre ". Azonban a korábbi USA Department of Treasury (Államkincstári Osztály) hivatalnoka és terrorizmus szakértője – Matthew Levitt szerint , a Hamász politikai Iroda a legmagasabb rangú vezető testületként működik, amely meghatározza a Hamász szervezeti politikáját és amely felelős a terrorcselekmények irányításáért és koordinálásáért. A Hamász alapítója, Ahmed Jásszin, 1998-ban kijelentette : "Nem tudjuk elválasztani a szárnyat a szervezettől. Ha így teszünk, a szervezet nem lesz képes repülni. A Hamász egy test".